# Хейден, Патрик ван дер
Патрик Арнауд ван дер Хейден (нидерл. Patrick van der Heijden; род. 19 сентября 1992, Апелдорн, Гелдерланд) — бразильский хоккеист на траве, полевой игрок. Участник летних Олимпийских игр 2016 года, двукратный бронзовый призёр Южноамериканских игр 2018 и 2022.

## Биография
Патрик ван дер Хейден родился 19 сентября 1992 года в нидерландском городе Апелдорн.
Играл в хоккей на траве за нидерландский «Апелдорн» и бразильский «Флорианополис».
Начал выступать за сборную Бразилии ещё на юниорском уровне. В 2008 году участвовал в юниорском Панамериканском чемпионате, где бразильцы заняли 9-е место. Забил 2 мяча.
В 2015 году участвовал в Панамериканских играх в Торонто, где сборная Бразилии заняла 4-е место.
В 2016 году вошёл в состав сборной Бразилии по хоккею на траве на летних Олимпийских играх в Рио-де-Жанейро, занявшей 12-е место. Играл в поле, провёл 5 матчей, мячей не забивал. Был одним из трёх натурализованных нидерландцев в составе команды наряду с Юри ван дер Хейденом и Эрнстом Ростом-Оннесом.
В 2017 году участвовал в Панамериканском чемпионате в Ланкастере, где бразильцы стали пятыми.
Дважды выигрывал бронзовые медали Южноамериканских игр — в 2018 году в Кочабамбе и в 2022 году в Асунсьоне.

## Семья
Старший брат — Юри ван дер Хейден (род. 1990), бразильский хоккеист на траве. Участник летних Олимпийских игр 2016 года.